# أفعويات الفم
أفعويات الفم (الاسم العلمي: Ophiostomatales)، رتبة فطور من طائفة العشوفيات.